# Kopa (Góry Lewockie)
Kopa (1230 m) – szczyt na wschodnim krańcu Gór Lewockich na Słowacji. Wznosi się nad miejscowościami Šambron i  Bajerovce. Jest to szczyt dobrze wyodrębniony. Jego wschodnie stoki opadają do głębokiej doliny potoku Ľubotínka, zachodnie do doliny potoku Šambronka, północne na Spišsko-šarišské medzihorie (podregion Jakubianska brázda), w kierunku południowym grzbietem łączy się z Kuligurą (1250 m).
Kopę porasta las, ale na jej grzbiecie i południowych stokach jest duża polana. To pozostałość dawnej hali, obecnie silnie już zarastająca lasem.
Przez Kopę nie poprowadzono żadnych szlaków turystycznych, jest ona jednak dostępna drogami leśnymi wychodzącymi z miejscowości  Šambron i  Bajerovce.